# Pont des Filles de Jacob (site paléolithique)
Le site paléolithique de Gesher Benot Ya’aqov (littéralement le « Pont des Filles de Jacob », hébreu : גשר בנות יעקב (Gesher Bnot Ya'akov), arabe : جسر بنات يعقوب (Jisr Benat Ya'kub)) est un site préhistorique situé dans la vallée du Jourdain, au nord du lac de Tibériade, en Israël. Il a livré la plus ancienne trace de domestication du feu connue dans le monde, datée d'environ 790 000 ans, associée à des outils lithiques acheuléens.

## Situation
Le site se trouve sur les deux rives du Jourdain, au nord du lac de Tibériade, 300 m au sud d'un passage à gué qui reliait traditionnellement la Galilée au plateau du Golan et où a ensuite été construit un pont dénommé Pont des Filles de Jacob.

## Historique
Le site est connu depuis les années 1930. Il a été fouillé méthodiquement à partir de 1989 sous la direction de l'archéologue israélien Naama Goren-Inbar.
L'une des premières découvertes importantes a été en 1989 le crâne d'un éléphant à défenses droites (Palaeoloxodon antiquus), dont les os présentaient des marques de découpe. Ils prouvent que les humains de l'époque découpaient déjà de gros animaux. Plus tard, des traces de l'abattage répété de daims (Dama dama) ont également été trouvées. De nombreux outils lithiques de formes différentes ont été découverts.
En 2000, le site a été gravement endommagé à la suite des travaux d’approfondissement du Jourdain effectués par l’Autorité de drainage du lac de Tibériade.

## Datation
La datation du site, basée sur le rapport des isotopes 16O et 18O de l'oxygène, a conduit à l'attribuer au stade isotopique de l'oxygène 18 (SIO 18), qui correspond à un âge d'environ 750 000 ans. Une datation paléomagnétique du site a donné un âge maximum de 790 000 ans. Le site s'échelonne sur une période de 100 000 ans, allant de 790 000 à 690 000 ans.

## Vestiges
Seuls deux fragments d'os humain de la hanche ont été découverts à ce jour, ce qui ne permet pas d'identifier l'espèce humaine qui vivait sur le site.

### Restes animaux et végétaux
Le gisement archéologique étant en milieu humide et anaérobie, la matière organique (bois, écorces, fruits et graines) laissée par les occupants du site a été préservée.
Ces derniers pratiquaient la pêche au poisson-chat et la collecte de crabes dans l’ancien lac Hula, en bordure du site. De nombreux fossiles de mammifères ont également été trouvés sur le site, certains avec des marques de découpe ou de percussion, notamment des rhinocéros, hippopotames, bovidés, ânes, cerfs, et chevaux.
Une étude publiée en 2016 a identifié près de 21 000 restes végétaux jusqu'au niveau du genre ou même de l'espèce. Un total de 117 taxons (78 espèces et 39 genres supplémentaires) ont été documentés, dont plus de 9 000 macrorestes d'au moins 55 espèces comestibles,. Les chercheurs en ont déduit qu'il existait déjà à cette époque une connaissance approfondie des plantes comestibles utilisées comme nourriture.

### Industrie lithique
Les outils lithiques, constitués notamment de bifaces et de hachereaux en silex ou en basalte, appartiennent à l'Acheuléen.
En 1991, un morceau de bois de 25 cm de long a été collecté sur le site. Sa surface avait été polie sur un côté. Une datation par le potassium-argon de la couche sous-jacente a donné un âge maximum de 750 000 ans, et les données biostratigraphiques ont livré un âge minimum de 240 000 ans. La découverte est considérée comme la plus ancienne trace connue de la production d'une planche.

Outils lithiques acheuléens
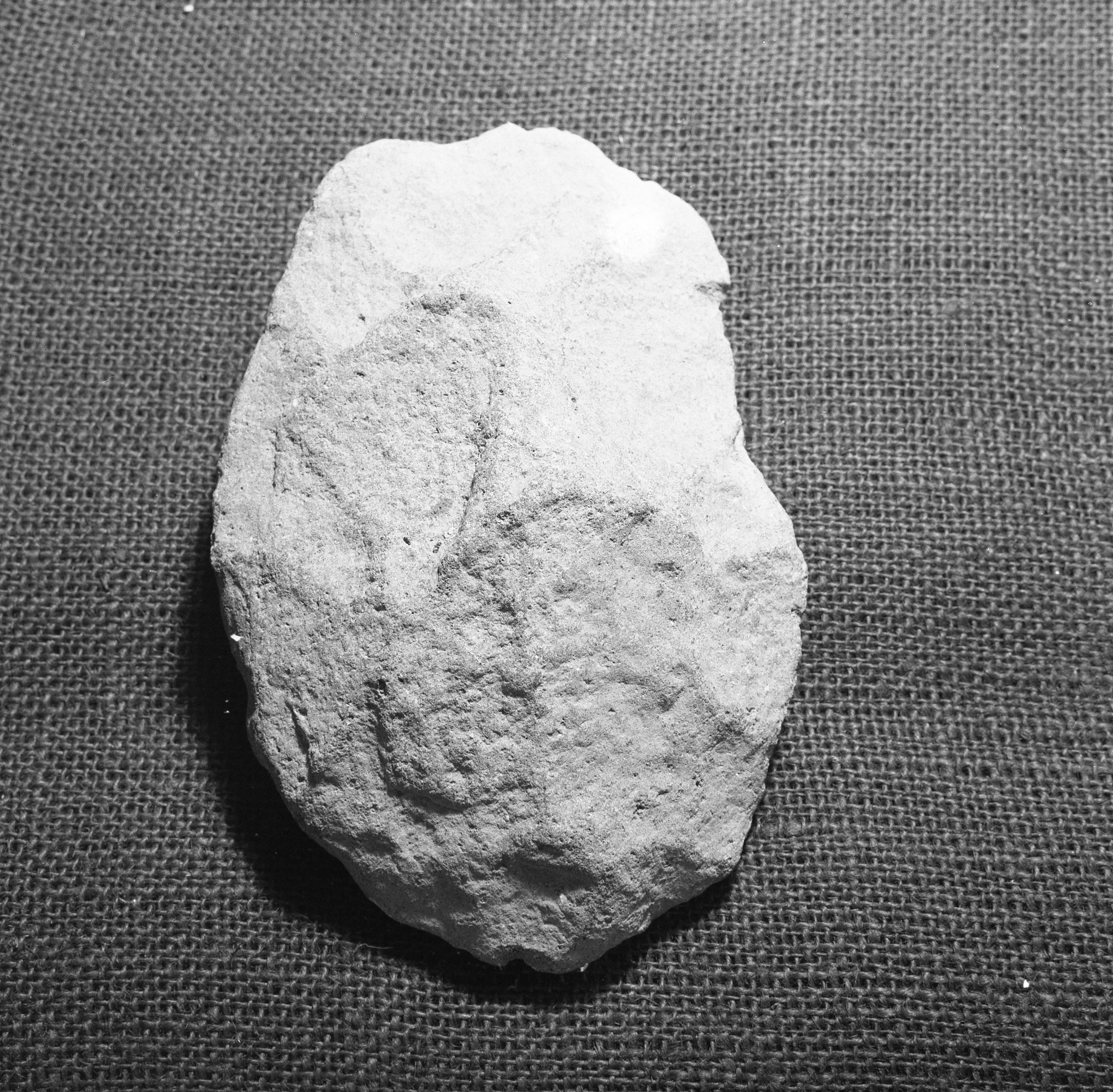
hachereau
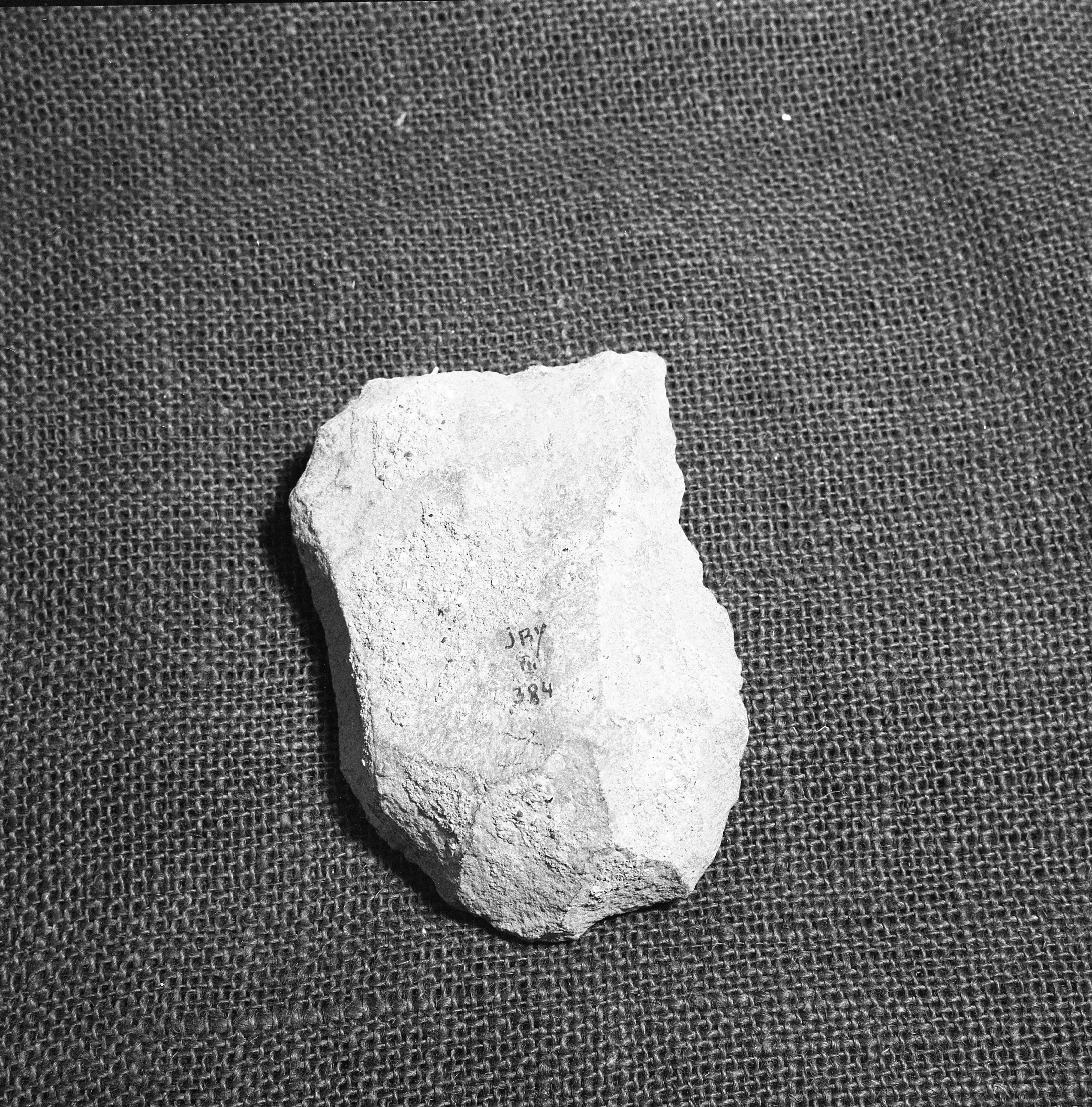
hachereau
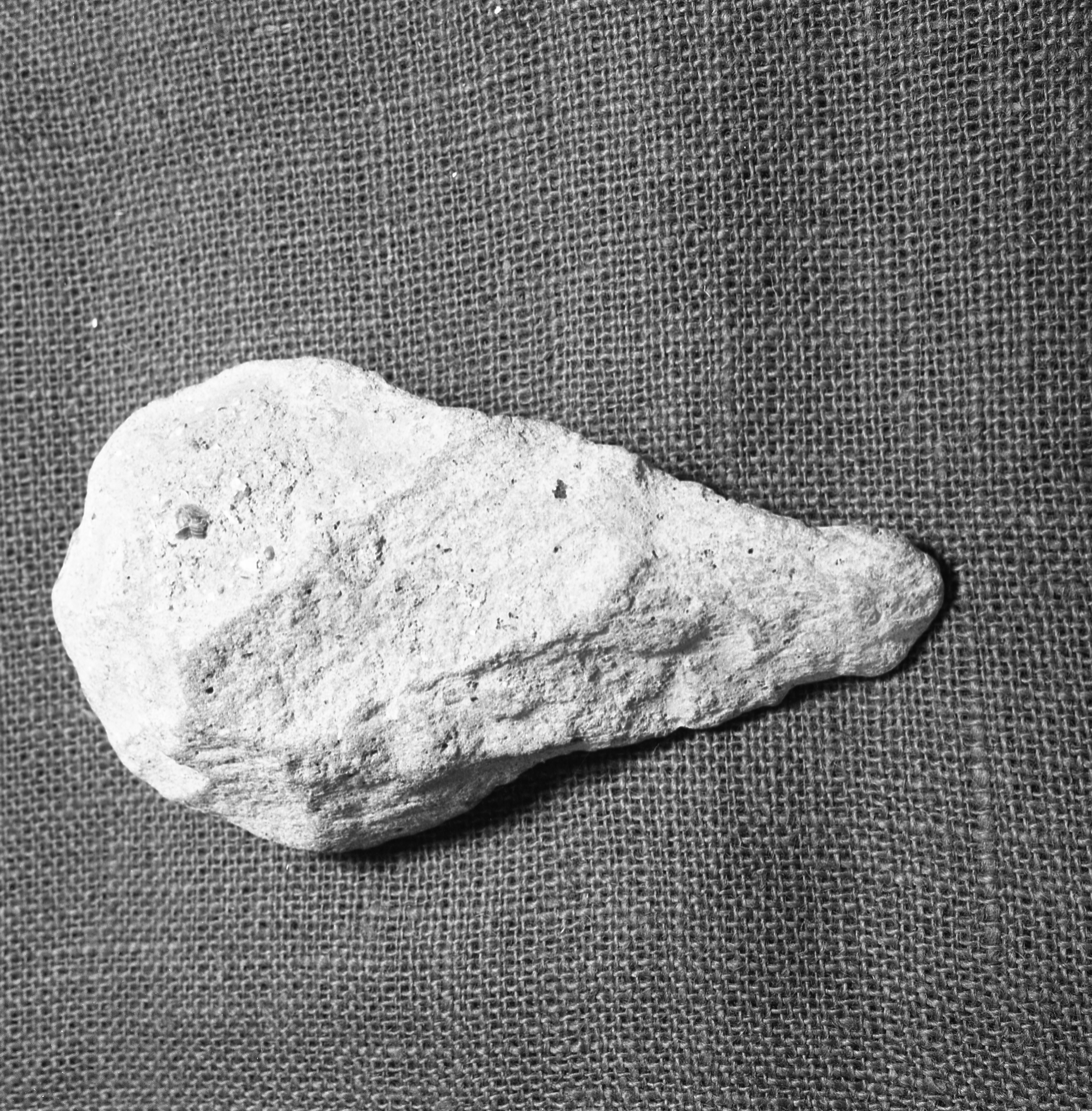
biface
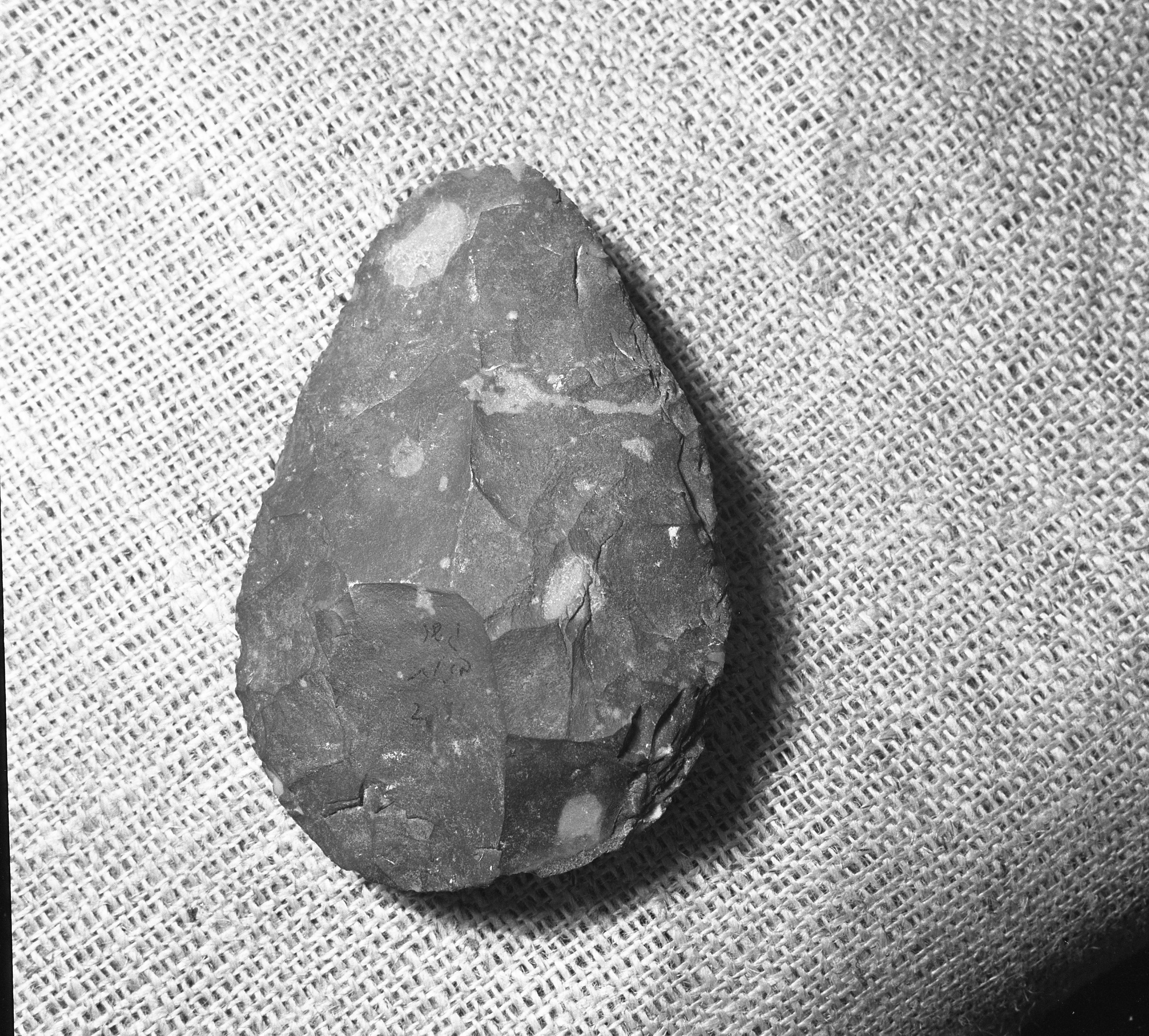
biface

### Domestication du feu
Une étude publiée dans la revue Science en 2004 a fait état de restes de graines brulées vieilles de 790 000 ans (orge sauvage, Hordeum spontaneum), de bois brulé (olivier, Olea europaea, et vigne sauvage, Vitis sylvestris), ainsi que de pierres fortement chauffées. Ces découvertes ont été interprétées comme des restes de foyers. En 2008 et 2017, d'autres études ont montré que l'utilisation du feu n'était pas un cas isolé à cet endroit. Sur la base de vestiges de pierres chauffées, il a été possible de prouver que cela s'était produit à plusieurs reprises et à des moments différents,,,. Ces vestiges de foyers sont les plus anciennes traces consensuelles de domestication du feu connues dans le monde.